# Národní park Circeo
Národní park Circeo (italsky Parco Nazionale del Circeo) leží ve střední části Itálie, v kraji Lazio, při pobřeží Tyrhénského moře. Je vzdálený přibližně 100 km jihovýchodně od Říma. Park byl založený v roce 1934 a má rozlohu 56 km². Park tvoří pobřežní duny, okolní lesy, vápencový vrch Monte Circeo (541 m), čtyři slaná jezera a ostrov Zannone. Informační centrum parku leží ve městě Sabaudia.